# Adolf Tobler
Adolf Tobler (Hirzel, cantó de Zúric, Suïssa, 24 de maig de 1835 – Berlín, 18 de març de 1910) va ser un lingüista i filòleg suís, originari de la Suïssa alemànica.

## Vida
Tobler va fer estudis universitaris a Zúric i a Bonn, on fou deixeble del gran romanista Friedrich Christian Diez, que l'influí decisivament, i on es feu amic de Gaston Paris, amistat que duraria tota la vida. Fou professor d'escola i d'institut a Suïssa i defensà la tesi doctoral sobre un tema de la conjugació romànica a Zúric el 1857; després, la tesi d'habilitació el 1867 a la Universitat de Berna. El 1867 fou cridat a la Universitat de Berlin, on desenvoluparia tota la seva carrera acadèmica fins a la fi. Fou rector de la Universitat el curs 1890-1891.

## Obra
Tobler fou editor de nombrosos textos del francès antic i de l'occità antic. Com a lingüista es dedicà sobretot a la sintaxi històrica. Va publicar els cinc volums dels "Vermischte Beiträge zur französischen Grammatik" entre 1886 i 1908.
Va idear alhora (tot i que de manera independent) amb Adolf Mussafia la llei que porta els seus noms, la llei Tobler-Mussafia que indica que en les llengües romàniques un pronom àton no pot iniciar una frase.
Durant la seva vida havia recollit materials lexicogràfics de cara a l'elaboració d'un diccionari del francès antic. A la seva mort, el diccionari fou finalment publicat per Erhard Lommatzsch: l'Altfranzösisches Wörterbuch (1925--). La conclusió total del diccionari no es feu fins a 2008 per Hans Helmut Christmann (11 volums).

## Obres
- Darstellung der lateinischen Conjugation und ihrer romanischen Gestaltung: Nebst einigen Bemerkungen zum provenzalischen Alexanderliede (1857)
- Gedichte von Jehan de Condet nach der casanatensischen Handschrift (1860)
- Aus der Chanson de geste von Auberi nach einer vaticanischen Handschrift (1870)
- Li dis dou vrai aniel. Die Parabel von dem ächten Ringe, Französische Dichtung des dreizehnten Jahrhunderts, aus einer Pariser Handschrift zum ersten Mal herausgegeben (1871)
- Vom französischen Versbau alter und neuer Zeit. Zusammenstellung der Anfangsgründe (1880) (versió francesa de 1885, amb un pròleg de Gaston Paris)
- Vermischte Beiträge zur französischen Grammatik (1886-1912)